# Ludger Wößmann

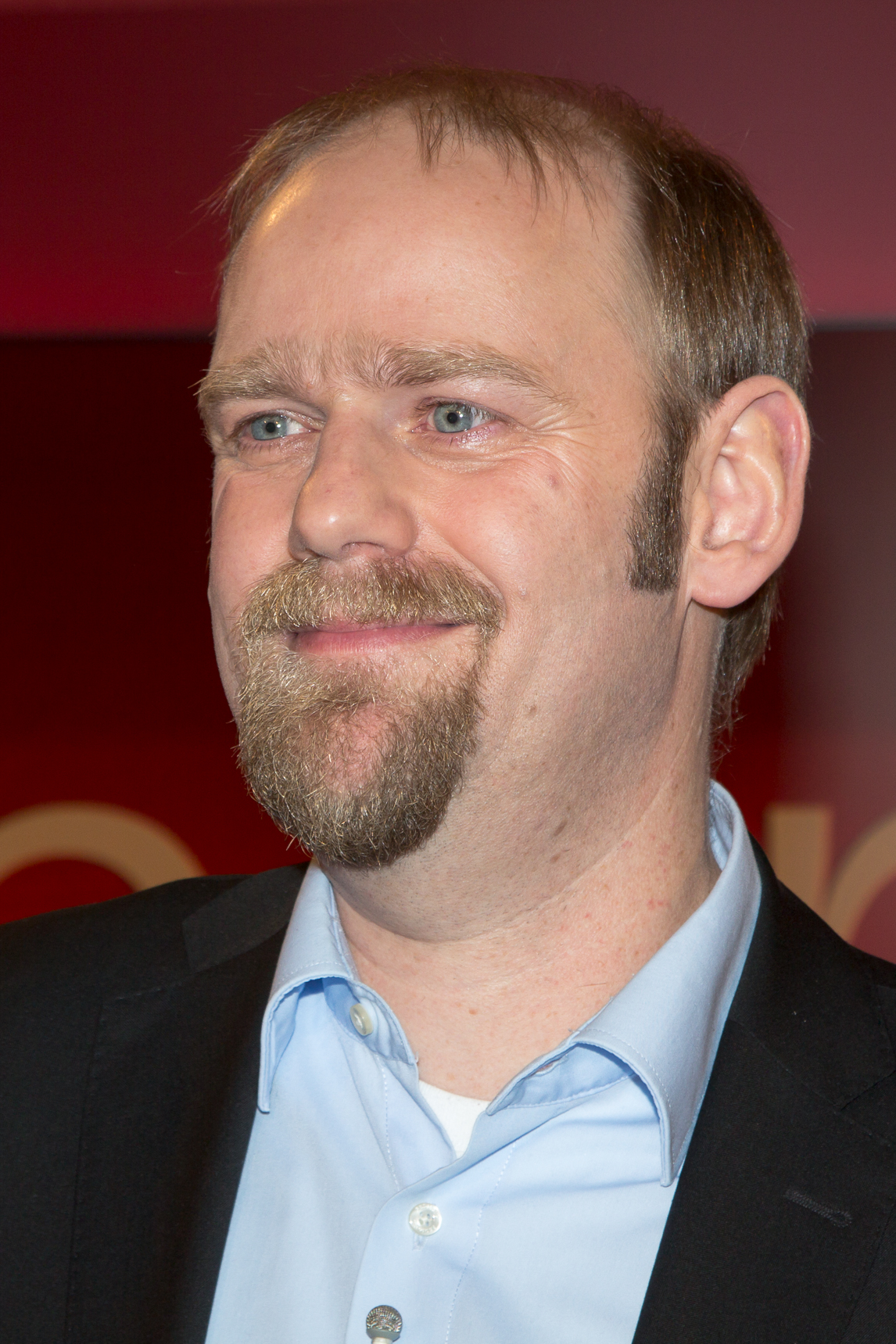
Ludger Wößmann in der Sendung Hart aber fair, 2016

Ludger Wößmann (* 1. Juli 1973 in Sendenhorst) ist ein deutscher Bildungsökonom.

## Studium, Promotion und Lehrstuhl
Nach dem Abitur 1992 studierte er ab 1993 an der Philipps-Universität Marburg das Fach Volkswirtschaftslehre, wobei er auch an der Universität von Kent bei Canterbury Studien unternahm. Nach dem Diplom ging er 1998 nach Kiel an das Institut für Weltwirtschaft und arbeitete dort im Advanced Studies Program in International Economic Policy Research mit. Im Jahre 1999 wurde er am gleichen Institut wissenschaftlicher Mitarbeiter und betätigte sich dort in der Forschungsgruppe für Humankapital und Wachstum.
Im Jahre 2001 erlangte er die Promotion bei Horst Siebert mit dem Thema Schooling and the Quality of Human Capital. Danach wechselte er 2003 an das ifo Institut für Wirtschaftsforschung in München und leitete dort den Bereich Humankapital und Innovation. Die Habilitation im Fach Volkswirtschaftslehre erlangte er im Jahre 2006 an der TU München an der Fakultät für Wirtschaftswissenschaften. Im gleichen Jahr übernahm er an der Ludwig-Maximilians-Universität München den Lehrstuhl für Bildungsökonomie, welcher erstmals in Deutschland eingerichtet wurde.
Seit 2007 ist er Fellow der International Academy of Education. Im Jahr 2013 wurde Ludger Wößmann zum Mitglied der Deutschen Akademie der Naturforscher Leopoldina gewählt. Der Verein für Socialpolitik zeichnete ihn 2014 mit dem Gossen-Preis und 2017 mit dem Gustav-Stolper-Preis  aus.

## Forschung
Seine Forschungen und Veröffentlichungen auf den Gebieten der Ökonomie der Bildung, des Wachstums und der Innovation führten zu Einladungen als Gastprofessor an die Harvard University, Stanford University, Cornell University, die Aarhus School of Business  und an das National Bureau of Economic Research. Seine inzwischen über 100 Veröffentlichungen zu den Themen der Schulautonomie im Zusammenhang mit der erzielbaren Leistung und der Chancengleichheit ermöglichten es, als Koordinator im Europäischen Expertennetzwerk Bildungsökonomik tätig zu werden. Am 7. Dezember 2005 gründete er mit anderen den Aktionsrat Bildung, der von der bayerischen Industrie unterstützt wurde. Weiterhin betätigte er sich beim Verein für Sozialpolitik im Ausschuss für Bildungsökonomie. Bei der Deutschen Forschungsgemeinschaft arbeitet er in der Forschungsgruppe Heterogenität der Arbeit mit.
Seine Forschungsarbeit mit Sascha O. Becker über die Wirkungen des Protestantismus und die Folgen auf das Bildungsniveau erlangten im Jahre 2008 internationales Aufsehen. Grundlage der Untersuchungen bildeten bisher nicht von der Forschung erfasste Daten von 450 Landkreisen in Preußen aus den Jahren um 1870. Dabei ergab sich, dass die Protestanten im Durchschnitt einen Vorsprung von zehn Prozent gegenüber katholisch geprägten Landkreisen in der Lese- und Schreibfähigkeit besaßen.
Seine Forschungsarbeit zur Migration ergab, dass viele Flüchtlinge eine vergleichsweise schlechtere Schulbildung hätten, nur zehn Prozent seien Akademiker.
Im Oktober 2021 veröffentlichte DIE ZEIT einen Artikel „Der nächste Bildungsabsturz“, worin Wößmanns Ergebnisse zur Sprache kamen, dass die von 2000 bis 2010 spürbare Aufwärtsentwicklung in den Messergebnissen für deutsche Schüler sich umgekehrt habe und diese bis 2020 einen Großteil der aufgeholten Lernzuwächse pro Schuljahr wieder eingebüßt hätten. Dies hat mit der wachsenden Zahl von Schülern mit Migrationshintergrund zu tun, für die es umso mehr darauf ankomme, die fehlenden Basics Lesen, Schreiben, Rechnen mit viel Übung zu erlernen.

## Ehrungen
- 2014: Gossen-Preis des Vereins für Socialpolitik[8]
- 2017: Gustav-Stolper-Preis des Vereins für Socialpolitik[9]

## Schriften
- The Decline of Schooling Productivity in OECD Countries mit Erich Gundlach und Jens Gmelin. In: Economic Journal, 111, 2001, S. 471
- Schooling and the Quality of Human Capital, Berlin 2002
- Central Exams Improve Educational Performance: International Evidence. In: Kieler Diskussionsbeiträge, Bd. 397, Kiel 2002.
- Schooling Resources, Educational Institutions, and Student Performance: The International Evidence. In: Oxford Bulletin of Economics and Statistics, 65, 2003, S. 2
- Letzte Chance für gute Schulen:  Die 12 großen Irrtümer und was wir wirklich ändern müssen. Gütersloh 2007
- Alexandra Werdes: Bildet Euch! Der Bildungsökonom Ludger Wößmann hat den Zusammenhang von Protestantismus und wirtschaftlichem Erfolg neu erforscht. In: Die Zeit, Nr. 1/2009; Interview